# Mauricio Salles
Mauricio Salles de Alencar (* 1. März 1978 in Salvador) ist ein ehemaliger brasilianischer Fußballspieler.

## Karriere
Salles begann seine Karriere 1997 bei EC Vitória. 1998 wechselte er zum Erstligisten Athletico Paranaense. Von 2000 bis 2001 war er bei Botafogo FR unter Vertrag. 2002 wechselte er zum ecuadorianischen CD Olmedo. Danach spielte er bei Puerto Rico Islanders, Montreal Impact und Rochester Rhinos.